# Rodrigo Alonso Pimentel (m. 1440)
Rodrigo Alonso Pimentel (m. Valladolid, 26 de octubre de 1440) fue un noble, militar y diplomático, II conde de Benavente, señor de Arenas de San Pedro (1423), de Mayorga (1430) y de Villalón de Campos (1434).

## Biografía
Nació en Portugal aunque pasó la mayor parte de su vida en Castilla. Era hijo del caballero portugués Juan Alfonso Pimentel, señor de Braganza y Vinhais, que se instaló en Castilla en 1398, el mismo año en el que Enrique III de Castilla le hizo primer conde de Benavente, y de Juana Téllez de Meneses, hija ilegítima de Martín Alfonso Téllez de Meneses y de Senhorina Martins y media hermana de la reina Leonor Téllez de Meneses.
Fue entregado  por su padre como rehén cuando las treguas entre Portugal y Castilla en 1393 cuando aún era un niño. Estuvo al servicio de Juan II de Castilla, quien lo envió en el año 1420 por su embajador ante Carlos VI de Francia, y tres años más tarde le entregó el señorío de la villa de Arenas de San Pedro, confiscada al condestable Ruy López Dávalos tras caer en desgracia. Después de las Treguas de Majano, el rey recuperó la villa de Mayorga, concediendo su señorío a Rodrigo en 1430. Sin duda debió ser una recompensa por su participación en los conflictos contra los musulmanes, entre los que destaca su actuación en la tala de la Vega de Granada (1431). Una nueva merced le concedió el monarca en 1434, otorgándole el señorío de Villalón de Campos, que también había pertenecido a los infantes de Aragón.
Instituyó mayorazgo a favor de su hijo Alfonso el 21 de octubre, otorgó testamento dos días después donde pidió ser enterrado en el monasterio de San Francisco en Benavente junto a su hijo Juan, y falleció en Valladolid el 26 de octubre de 1440.

## Matrimonio y descendencia
Contrajo matrimonio el 6 de marzo de 1410, en Villabrágima, con Leonor Enríquez, hija de Alfonso Enríquez de Castilla, I Almirante Mayor de Castilla, señor de Medina de Rioseco y de Bolaños, y de Juana de Mendoza, «la ricahembra de Guadalajara»,. Con motivo de su boda, su suegro le vendió Milmanda y Santa Cruz, y el importe de esta venta constituyó la dote de su esposa. De este matrimonio nacieron:
- Juana Pimentel (c. 1404-1488), llamada «la triste condesa», condesa de Montalbán, señora de Arenas de San Pedro. Contrajo matrimonio el 27 de enero de 1431 con Álvaro de Luna, condestable de Castilla.[9][10]
- Juan Alonso Pimentel y Enríquez (c. 1410-1437),[2]  I conde de Mayorga, casado con Elvira de Zúñiga y Guzmán.
- Beatriz Pimentel (1416-1490), que casó, siendo la segunda esposa, con Enrique de Trastámara, infante de Aragón,[2] duque de Villena, conde de Alburquerque y de Ampurias.
- Alonso Pimentel y Enríquez (c. 1413-21 de febrero de 1461), III conde de Benavente y II de Mayorga,[2]  señor de Villalón, Milmanda y otros lugares, casado con María de Quiñones,[11] hija de Diego Fernández de Quiñones y de su esposa, María de Toledo.[12]

Tuvo por lo menos un hijo, Enrique Pimentel, antes de contraer matrimonio.